# Cerf (art martial)
 (septembre 2023).
Si vous disposez d'ouvrages ou d'articles de référence ou si vous connaissez des sites web de qualité traitant du thème abordé ici, merci de compléter l'article en donnant les références utiles à sa vérifiabilité et en les liant à la section « Notes et références ».
Pour les articles homonymes, voir Cerf.
Le cerf, dans l'art martial chinois du jeu des 5 animaux, correspond à plusieurs figures censées imiter cet animal.

## Technique

### Interne
Le style interne du cerf est utilisé pour stimuler les reins : il travaille l'aisance et la fluidité, et l'enroulement et la torsion de la colonne vertébrale.